# Федеральное собрание Чехословакии

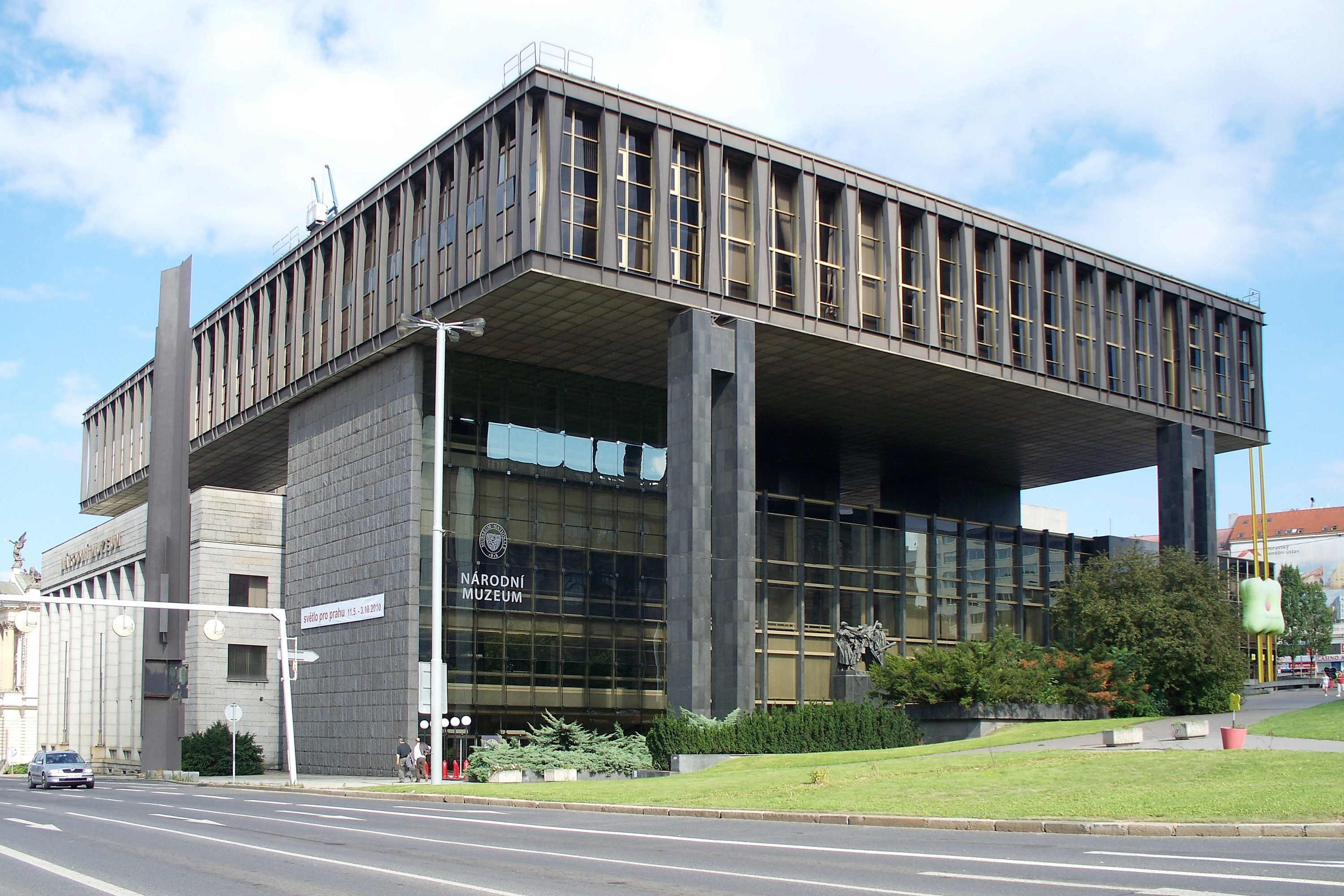
Здание бывшего Федерального собрания Чехословакии.

Федеральное собрание (чеш. Federální shromáždění, словац. Federálne zhromaždenie) — высший законодательный орган Чехословакии в 1968—1992 годах. Федеральное собрание стало преемником Национального собрания Чехословацкой Социалистической Республики и прекратило своё существование 31 декабря 1992 года в связи с распадом Чехо-Словацкой Федеративной Республики. Состояло из двух палат: Палаты наций и Палаты народа.
За время своего существования носило два названия:
- 1968—1990 годы — Федеральное собрание Чехословацкой Социалистической Республики (чеш. Federální shromáždění Československé socialistické republiky, словац. Federálne zhromaždenie Československej socialistickej republiky),
- 1990—1992 годы — Федеральное собрание Чехо-Словацкой Федеративной Республики (чеш. Federální shromáždění České a Slovenské Federativní Republiky, словац. Federálne zhromaždenie Českej a Slovenskej Federatívnej Republiky).

Параллельно с Федеральным собранием действовали два республиканских парламента: Чешский национальный совет и Словацкий национальный совет.

## Палаты

### Палата Наций Федерального собрания
Палата наций (чеш. Sněmovna národů) была одной из равноправных палат парламента ЧССР, после 1990 года — ЧСФР. В палату входило 150 депутатов (75 депутатов от каждой республики). Избрание депутатов производилось народом по мажоритарной системе по одномандатным округам сроком на 5 лет. Выборы назначались Президиумом Федерального собрания.
В отличие от Палаты народа, депутаты от двух республик делили равное количество мест.

### Палата народа Федерального собрания
Палата народа (чеш. Sněmovna lidu) была одной из равноправных палат парламента ЧССР, после 1990 года — ЧСФР. Палата состояла из 200 депутатов. Депутаты избиралась народом по мажоритарной системе по одномандатным округам сроком на 5 лет. Выборы назначались Президиумом Федерального собрания.
В законе федерализации были предприняты меры против превосходящего числа словацких депутатов[прояснить]

## Полномочия
Федеральное собрание принимало законы, бюджет, учреждало министерства, избирало Президента, назначало судей Конституционного суда, решало вопрос о доверии Правительству, утверждало программу Правительства, определяло внешнюю политику, утверждало ратификацию договоров, изменявших законы, могло объявить войну.

## Избрание
Обе палаты избирались народом по мажоритарной системе по одномандатным округам, при в этом Палату наций избирались по 75 членов от Чехии и Словакии. Выборы назначались Президиумом Федерального собрания.

## Конституирование
Действительность полномочий депутатов проверялись палатой, по предложению мандатно-иммунитетного комитета. Депутаты приносили присягу: «Клянусь своей честью и совестью, что буду верен Чехословацкой Социалистической Республике и делу социализма. Буду блюсти волю и интересы народа, руководствоваться Конституцией и остальными законами и работать для того, чтобы они были претворены в жизнь». Каждая из палат избирала президиум в составе 3 — 6 членов и комитеты.

## Парламентские процедуры
Сессии созывались и закрывались Президентом два раза в год либо, если Президент этого не делал, то Президиум Федерального собрания. Внеочередные сессии могли быть созваны по требованию по крайней мере трети депутатов. Заседания палат назначались президиумами палат. Кворум верхней палаты половина от каждого из субъектов федерации, кворум нижней палаты — половина депутатов. Решения принимались каждой из палат принимались простым большинством голосов.

## Статус депутатов
Одновременное членство в обеих палатах было запрещено. Депутаты не могли быть без разрешения Федерального собрания подвергнуты уголовному или дисциплинарному преследованию, взяты под стражу (кроме задержания на месте преступления), преследованы за голосование и высказывания (за последнее депутат мог быть подвернут только дисциплинарной ответственности своей палаты), депутат мог отказаться от дачи показаний.

## Президиум Федерального собрания
Состоял из 40 членов, 20 — от верхней палаты (по 10 от каждого из субъектов федерации) и 20 — от нижней палаты. Между сессиями Федерального собрания Президиум Федерального собрания осуществлял его функции.